# 17 cm SK L/40
Il 17 cm Schnelladekanone Länge 40, abbreviato in 17 cm SK L/40, era un cannone navale tedesco, adattato a cannone ferroviario durante la prima guerra mondiale.

## Storia
Il 17 cm SK L/40 costituiva l'armamento secondario delle pre-dreadnought della Kaiserliche Marine classe Braunschweig e classe Deutschland. Quando, nel 1916, queste navi vennero relegate al ruolo di navi scuola, i cannoni furono trasferiti al Deutsches Heer (Esercito tedesco). L'esercito li utilizzò sul Fronte occidentale sia nella versione su affusto ruotato 17 cm SK L/40 i.R.L. che nella versione cannone ferroviario 17 cm SK L/40 i.R.L. auf Eisenbahnwagen. Queste due armi, rispettivamente in 17 e 6 esemplari, furono cedute come riparazione di guerra al Belgio. L'Esercito belga, al momento dell'occupazione da parte della Wehrmacht nel 1940, schierava questi pezzi a difesa delle sue coste.
Dal 1938 la bocca da fuoco da 17 cm SK L/40 fu utilizzata per armare 6 cannoni ferroviari 17 cm K (E), riutilizzando i carri ferroviari del 15 cm K (E). Durante la seconda guerra mondiale, la Wehrmacht schierò questi pezzi sulla costa francese del canale della Manica, a supporto del Vallo Atlantico in funzione anti-nave.

## Tecnica
La canna, lunga 40 calibri, era costituita da un'anima avvolta da tre ordini di cerchiatura. Essa era dotata di otturatore a cuneo orizzontale, a differenza dei pezzi pari calibro coevi che utilizzavano l'otturatore a vite interrotta: l'otturatore a cuneo imponeva, per garantire la tenuta dei gas di sparo, l'utilizzo di cariche in bossolo metallico.
Le navi da battaglia della classe Braunschweig erano armate con 14 di questi cannoni, dei quali 2 in torrette singole tipo DrL C/01 asservite elettricamente e 12 in casamatta tipo MPL C/02. Le navi classe Deutschland erano armate anch'esse di 14 cannoni da 17 cm, tutti in casamatta modello MPL C/02-04. Le torrette avevano un settore di elevazione -5°/+30°, mentre le casematte -5°/+22°. Per tutte il brandeggio era su 160°.